# Vowchyn
Vowchyn (en biélorusse : Воўчын) est un village du Raïon de Kamianets, Voblast de Brest, Biélorussie. C'est le village natal de Stanisław August Poniatowski, Wincenty Korwin Gosiewski, et Zygmunt Vogel (en).